# Патриція Вишневська
Патриція Вишневська (пол. Patrycja Wiśniewska; нар. 12 серпня 1987, Польща) — польська футболістка, нападниця. Виступала за національну збірну Польщі.

## Життєпис
Вихованка клубу ККС (Забже). На дорослому рівні виступала за «Унію» (Ратибор). У сезоні 2008/09 років у футболці «Унії» (Ратибор) виграла чемпіонат Польщі. Окрім цього, з 29-ма забитими голами (у 20 матчах) стала найкращим бомбардиром Екстраліги.
У футболці дівочої збірної Польщі (WU-19) провела 2 поєдинки, а за молодіжну збірну Польщі (WU-19) провела 15 матчів (2 голи).

## Досягнення
«Унія» (Ратибор)
- Екстраліга
  -  Чемпіон (4): 2009/10, 2010/11, 2011/12, 2012/13